# 今田虎次郎
今田 虎次郎（いまだ とらじろう、1859年 - 1940年）、日本の警察官。大阪府曽根崎警察署長の後に、初代のハンセン病療養所外島保養院院長を1909年から1926年まで務め、患者の自治を認めた。

## 略歴
1859年、岡山県邑久郡本庄村（現：瀬戸内市）にて今田幸次郞の長男として出生。大阪にでて、警察官になる。数か所の警察署長を勤務。一時高知県にでる。大阪警察署のなかのNo.1である曽根崎警察署長から、1909年外島保養院の所長になる。当時、ハンセン病療養所所長は、九州療養所を除き、警察署長であった。浮浪患者が多く、警察署長が都合がよかった。事務系職員にも自分の部下であった職員を連れていった。一人は警察署長であった。一人はいかにも官僚的であったという。開所前にも、療養所付近の住民の説得にあたったとあり、そのせいかすんなりと療養所の場所も決定された。
1926年4月。退職。大阪府の国沢衛生課長が兼任して事務を執り行う。外島保養園を懐かしみ、大阪府堺市縁町の海が見える所に住む。1926年12月、医師の村田正太が新院長に任命された。1940年7月頃、大阪府堺市縁町の自宅で逝去。

## 開所後の業績
今田虎次郎は恰幅もよかったし、貫禄もあった。医学校教諭の医師菅井竹吉は、医長に任命され、研究熱心で業績を挙げた。定員300は1年半でほぼ一杯となった。ばくちの親分なども入所したが、小さいトラブルはあったが、特に問題はおこらなかった。衣食住は貧しかったが、飲料水を確保したことは重要なことである。最初は自家発電であったが、大阪市の電灯も引き込んだ。1909年12月に今田虎次郎の発議で「患者慰籍会」を発足させ、患者の精神状態の向上を期した。協力者もあり、吉本興業から芸人が慰問に定期的に来た。また、本の好きな患者がいて、図書が寄付され、これは図書館となっていった。最初の年から盆踊りも行った。働ける患者には患者作業を課し、賃金を与えた。情操を豊かにするために、庭園なども作った。また、農園を作ったが、これは療養所が低湿地であったので水はけも悪く、問題であった。「外島キリスト教会」を認めた。患者騒動もあったが、医師でない今田虎次郎が長年、ハンセン病療養所長を務めてきたのは、異例である。行政的にも手腕を発揮して、患者にも慕われた。
- 彼の退職後であるが、1934年の室戸台風で高波が押し寄せ、多数の死傷者が出た。療養所は全壊した。

## 患者自治に関して
無法状態と言ってよいハンセン病療養所は、急速な変貌を遂げていく。その一つにきっかけは、今田虎次郎であった。ハンセン病療養所では、実際には院長の広い裁量権が認められていた。この裁量権のもと、院長の今田虎次郎は大正デモクラシーの風潮のもと、患者自治を積極的に認めていく方針を打ち出し、1919年に患者自治会が自治権を返上しようとしたときには、患者たちを叱咤激励して自治の精神を鼓舞したという。

## ハンセン病療養所離島論に関して
1919年12月の公・私立療養所長会議で、今田は、収容患者の逃亡に困っている。療養所長という立場では、離島主義を主張している、と述べている。

## 文献
- 旧外島保養院誌　桜井方策　(1)-(44),「楓」 1968-1971.なお(3)(4)に今田虎次郎の写真がある。恐らくこれが公表されている唯一の写真であろうと桜井は述べている。